# Militärfahrrad (Schweden)

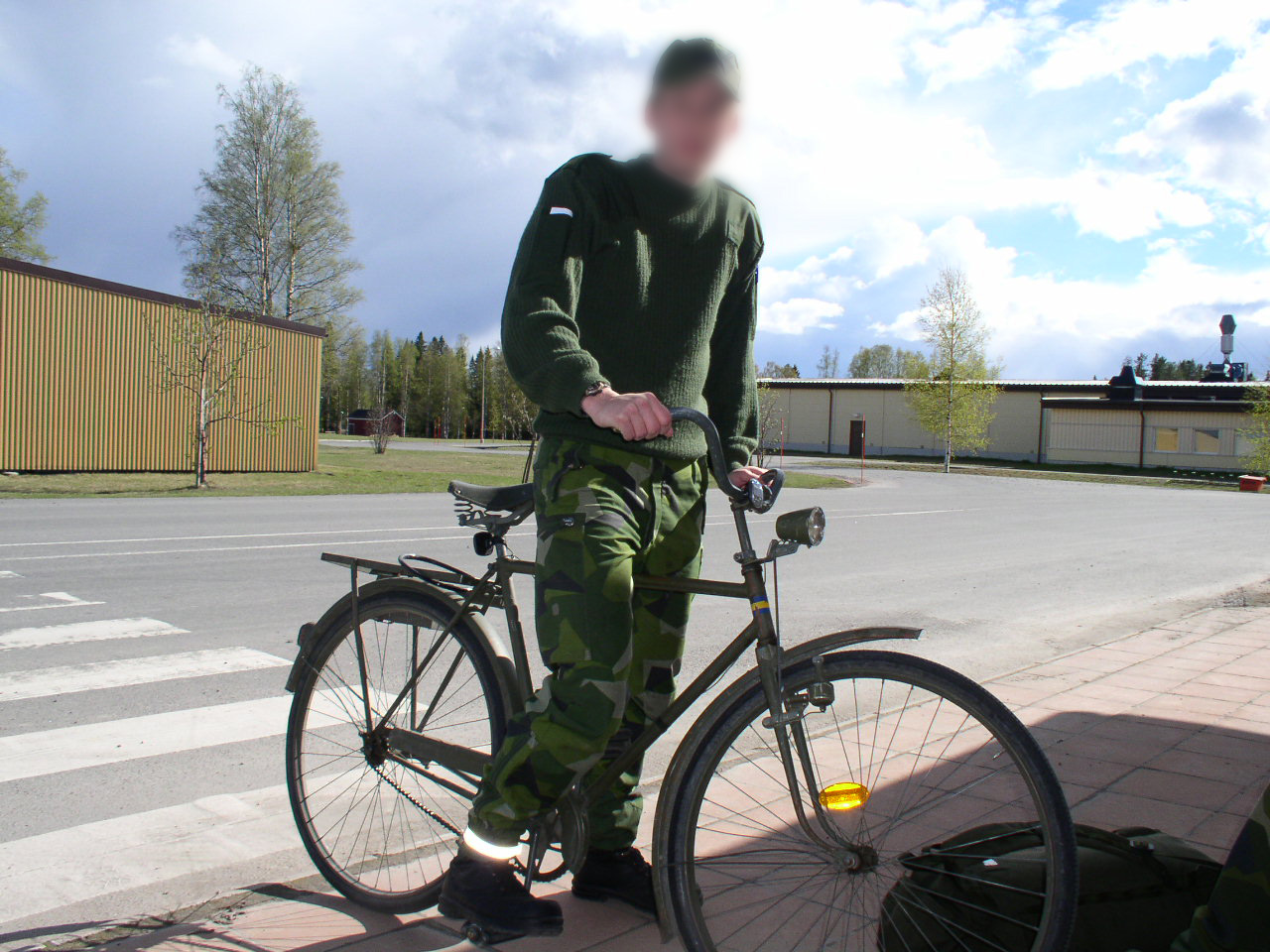
Schwedisches Militärfahrrad vom Typ m/104A (ohne Vorderradbremse) im Einsatz

Das schwedische Militärfahrrad (schwedisch: militärcykel) oder schwedische Armeefahrrad wurde vom schwedischen Militär über ein Jahrhundert eingesetzt.
Die ersten Fahrräder im schwedischen Militär waren Privateigentum oder wurden zu Testzwecken angeschafft. Die erste Fahrradinfanterie wurde 1901 eingeführt, als das gotländische Infanterieregiment I27 in Visby seine Kavallerie vollständig durch Fahrradtruppen ersetzte. Bis 1942 gab es sechs Fahrradinfanterieregimenter in der schwedischen Armee, die hauptsächlich das m/30 und m/42 einsetzten. Außerdem gab es einzelne Exemplare von Tandems für Funker und einige speziell angepasste Sanitäter-Tandems, bei denen eine Trage zwischen dem vorderen Sattel und dem hinteren Lenker angebracht werden konnte.
Nach dem Zweiten Weltkrieg wurde die Entscheidung getroffen, die Fahrradinfanterieregimenter stillzulegen. Sie wurden zwischen 1948 und 1952 allmählich aus der schwedischen Armee entfernt. Auf diese Entscheidung folgte eine Verlagerung des Einsatzgebietes der Fahrräder weg vom Kampfeinsatz. Es wurden Fahrradtransportgruppen geschaffen, trotzdem existierten bis in die späten 1980er-Jahre Bataillone mit Fahrrädern (schwedisch: cykelskyttebataljon, Fahrradschützenbataillon), die mit Gewehren ausgestattet waren.

## Modelle

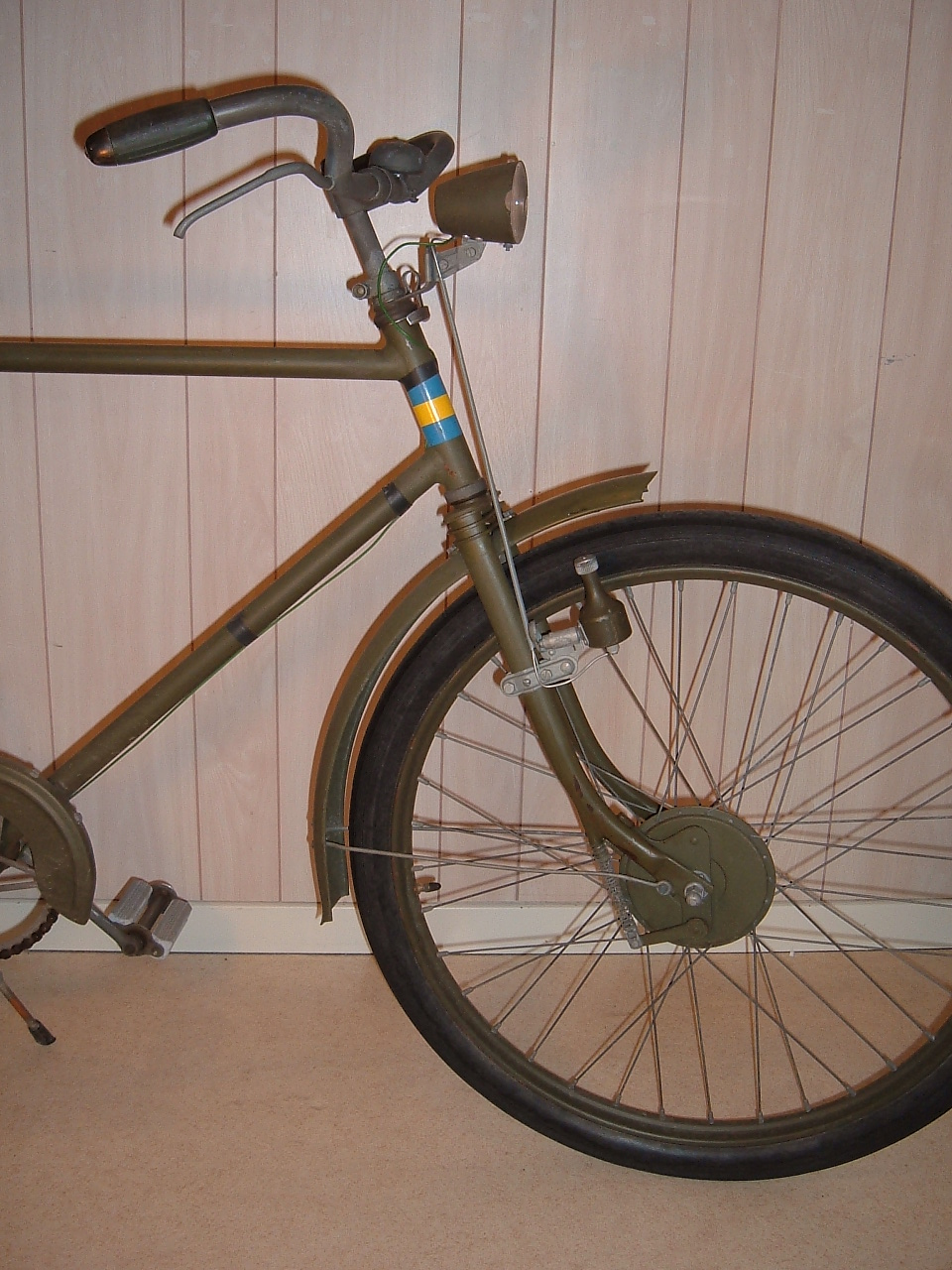
Die einzigartige Kettenzug-Bremse des m/42

- m/1901 – Ein Sicherheitsniederrad, das das erste offizielle Militärfahrrad der schwedischen Armee war.
- m/30 – Ein Fahrrad mit Ballonreifen und Löffelbremse, dessen Gewicht ungefähr 23,5 kg betrug. Es wurde von mehreren großen schwedischen Herstellern gefertigt
- m/finsk – Ein Fahrrad, das ohne Kettenschutz von Nymans gefertigt wurde. Finsk ist das schwedische Wort für finnisch.
- m/42 – Das bekannteste schwedische Militärfahrrad, dessen Gewicht bis zu 26 kg betrug. Es wurde von verschiedenen Herstellern (Maskinfabriken Rex, Husqvarna, Monark, Nymans) zwischen 1940 und 1950 gefertigt. Es benutzte eine Novo-Rücktrittbremse hinten und eine Trommelbremse mit Kettenzug vorn. Zusätzlich besaß es einen großen Transportkorb mit Werkzeugbox.
- m/104, m/104A – ohne Vorderradbremse, Novo-CN-Nabe mit Rücktrittbremse hinten.
- m/105, m/105A – mit 26×1,5-(584-mm)-Reifen und Sachs-Torpedo-Freilaufnabe.
- m/111 – nach 1971 mit 28×1,5-Reifen und Sachs-Torpedo-Freilaufnabe.

## Beliebtheit bei der Bevölkerung
Anfang der 1970er-Jahre begann die Armee, ihre m/42-Fahrräder zu verkaufen. Sie wurden unter Studenten als billige, einfach zu wartende Transportmittel sehr beliebt. Als Antwort auf die Popularität und die begrenzte Anzahl verfügbarer Fahrräder gründeten 1997 drei Studenten aus Uppsala die Firma Kronan. Sie produzieren modernisierte, aber weitgehend unveränderte Nachbauten des m/42. Diese sind in einer Vielzahl von Farben und auch mit Gangschaltung erhältlich. Anders als die militärischen Modelle werden diese Fahrräder jedoch nicht mehr in Schweden hergestellt.